# Kultfabrik

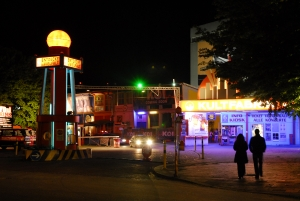
Eingang zur Kultfabrik

Die Kultfabrik war ein am 11. April 2003 eröffnetes Kultur- und Veranstaltungszentrum in München und Nachfolger des Kunstpark Ost. Das Zentrum wurde 2016 geschlossen und im Rahmen eines Stadtentwicklungsprojekts bis Sommer 2017 weitgehend abgerissen. Auf dem Gelände, das nun zum neu entstehenden Werksviertel gehört, befinden sich noch einige Diskotheken. Die Clubs auf dem benachbarten Gelände der Optimolwerke wurden Anfang 2018 geschlossen.

## Kunstpark Ost (KPO)

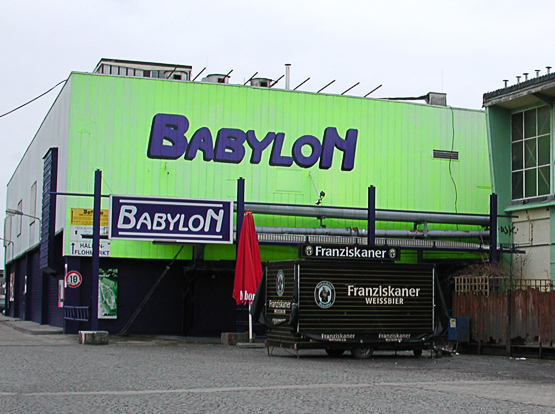
Die Diskothek Babylon

Der Kunstpark Ost war ein 90.000 m² großes Nightlife-Areal und Veranstaltungszentrum auf einem ehemaligen Fabrikgelände im Münchner Stadtteil Berg am Laim direkt am Ostbahnhof, das vom September 1996 bis zum 31. Januar 2003 bestand. Das Gelände war das größte Partyareal Europas.
1996 verlagerte der Lebensmittelhersteller Pfanni die Produktion aus seinem Münchner Stammwerk nach Mecklenburg-Vorpommern. Das leerstehende Fabrikgelände wurde an den Münchner Unternehmer Wolfgang Nöth verpachtet, der dort ein Vergnügungsgebiet einrichtete. Nöth hatte bereits Erfahrungen mit einem ähnlichen Projekt auf dem Gelände des 1992 aufgegebenen Flughafens München-Riem gesammelt, welches jedoch der neuen Messestadt Riem weichen musste.
Auf dem Gelände der früheren Pfanni-Fabrik nahmen im September 1996 mehr als 30 Diskotheken (beispielsweise das Babylon, Ultraschall, KW – Das Heizkraftwerk, Natraj Temple und K 41), Clubs (beispielsweise die Cohibar), Bars, Restaurants, Spielhallen, rund 60 Künstlerateliers und 30 Kleinunternehmen den Betrieb auf. Ferner wurden monatlich um die 100 Konzerte sowie in regelmäßigen Abständen Kunst- und Antiquitätenflohmärkte abgehalten. Auf dem Gelände waren um die 1700 Personen beschäftigt. Eine Sperrstunde für die Clubs und Gastronomiebetriebe gab es nicht. Die subkulturellen Veranstaltungsorte und Künstlerateliers wurden dabei durch die Gastronomie und die Flohmärkte auf dem Gelände quersubventioniert. Durch diese Mischung aus "Kommerz und Untergrund" erlangte "Europas größte Partyzone" schnell internationale Bekanntheit und entwickelte sich zu einem Zentrum des Nachtlebens in Oberbayern. 250.000 Besucher pro Monat, viele davon aus dem Münchner Umland, waren über Jahre hinweg der Normalfall.
Für die Veranstaltungen auf dem Gelände wurde ein eigenes Szenemagazin namens Kunstpark Ost Magazin publiziert.
Zum 31. Januar 2003 wurde der Kunstpark Ost aufgelöst, und das Areal erhielt unter den neuen Betreibern fortan die Bezeichnung Kultfabrik. Die großen Clubs in Anwohnernähe wie KW, Ultraschall oder Natraj Temple mussten aufgrund ihrer zu hohen Lautstärke schließen. Andere Clubs suchten sich neue Industriehallen in den nahegelegenen Optimolwerken, oder wie beispielsweise das Babylon in den Elserhallen.

## Nachfolger

### Kultfabrik
Die Kultfabrik befand sich an der Grafinger Straße auf dem Gelände der ehemaligen Pfanni-Werke. Sie umfasste über 25 Clubs, Diskotheken, Bars, Konzerthallen und diverse Veranstaltungslocations und war daher Anlaufpunkt für alle Musikrichtungen. Das Areal der damaligen Kultfabrik ist insgesamt 90.000 Quadratmeter groß und beheimatete neben den Clubs und Diskotheken über 100 gewerbliche Mieter, die Kunsthalle whiteBOX, mehrere Theaterhallen, die Konzert- und Eventhalle TonHalle, Europas höchste Indoor-Kletterhalle Heavens Gate, einen 2.000 Quadratmeter großen Stadtstrand, verschiedene gewerbliche Einrichtungen, bildende Künstler, Band- und Proberäume, das Kinder-ErlebnisKraftwerk Kulti-Kids, das vom Verein Kulti-Kids e. V. geführt wird, sowie Imbissbuden, Kleinunternehmen und Geschäfte.
Insgesamt arbeiteten auf dem Gelände rund 1.700 Personen.
Zu den bekannten Clubs und Veranstaltungsorten der Kultfabrik gehörten: Tonhalle, Kantine, Natraj Temple, Octagon, New York Tabledance, Strobe Club, 11er, Americanos, Die Bar, Eddy's Rockclub, Herzglut, Kölsch Bar, La Dolce Vita, Latino's Bar & Club, Living4, Mondscheinbar, Mr. Wong, Nachtfee, Nox Club Munich, Pub Crawl Munich, Rafael, Roses, Schlagergarten, The Temple Bar, Titty Twister und Willenlos. Einige davon gab es schon im Kunstpark Ost.
Im Herzen der Kultfabrik befand sich die Kantine, die sich je nach Tageszeit und Anlass in ein großräumiges Café, Restaurant oder Nightlife-Bar verwandelt. Als eines der wenigen Restaurants in München hat die Kantine auch nachts geöffnet: essen und trinken können Nachtschwärmer hier sogar bis um 5 Uhr in der Früh. Auf der Speisekarte stehen neben Burgern mit Pommes auch eine Vielzahl mediterraner Speisen, Pasta, Holzofenpizza, aber auch Hausmannskost. Bereits zu Kunstpark Ost-Zeiten war die Kantine – unter ihrem damaligen Namen nachtkantine – ein bekannter und beliebter Anlaufpunkt, der neben Speisen und Cocktails auch wechselnde DJ-Abende auf dem Programm hatte.
Und die Kantine kann sogar noch auf mehr zurückblicken. So kommt etwa der Name Kantine nicht von ungefähr: von 1969 bis 1996 diente das heutige Szenelokal Kantine der Firma Pfanni als Werkskantine. Damals verköstigte die Werkskantine täglich bis zu 1200 Mitarbeiter.
Im Frühjahr 2004 wurde im westlichen Teil des Geländes der Ausstellungsort whiteBOX (ehemaliges Werk 3 der Pfanni-Fabrik) mit 1000 Quadratmetern Fläche eröffnet. Den Auftakt machte die Ausstellung All about pillows („Alles über Kissen“). Die Kissenkunstschau wurde zuvor in Mailand, und nach der Münchner Ausstellung in Paris gezeigt. Unter den 180 Arbeiten internationaler Künstler fanden sich auch welche von Yoko Ono, Ugo Dossi und Andrea Contin. Seit Dezember 2005 wird die sich über zwei Stockwerke erstreckende whiteBOX von dem gleichnamigen, gemeinnützigen Kunstverein betrieben. Die Kunsthalle ist dank seiner vielen nationalen und internationalen Ausstellungen und Performances in München zu einer viel beachteten Kunstlocation avanciert.
Das Erlebniskraftwerk Kulti-Kids, welches vom gleichnamigen gemeinnützigen Verein betrieben wird, befindet sich seit 2004 im ehemaligen Heizkraftwerk der Pfanni-Werke, in dem sich zuvor der Techno-Club Kraftwerk befunden hatte. Die Halle, die mit einem Rutschen-Parcours und diversen Spielattraktionen ausgestattet ist, bietet Kindern und Jugendlichen auf drei Ebenen viel Platz zum Spielen und Toben und ist am Wochenende zum offenen Spielbetrieb geöffnet. Während der Woche lädt ein vielseitiges Freizeitangebot (Kinderzirkus TRAU DICH, aktive Krabbelgruppe, musikalische Früherziehung etc.) Kinder und ihre Eltern zu Sport, Basteln und anderen Aktivitäten ein. Auch private Kindergeburtstage können dort gefeiert werden.
Seit Anfang 2007 befindet sich die Halle7 mit ihren festen Spielorten darkBOX und duschBOX auf dem Gelände. Das Konzept der Halle7: Schauspieler und Bühnenkünstler aus dem Bereich darstellende Kunst sollen hier die Möglichkeit bekommen, auch während einer Phase der nicht regulären Beschäftigung weiter in ihrem Beruf zu arbeiten. Die Inszenierungen der Halle7, darunter viele Uraufführungen junger Autoren aus dem deutschsprachigen Raum, rufen stets reges Medieninteresse, regional und überregional hervor.
Ebenfalls auf dem Kultfabrik-Gelände angesiedelt ist das Kartoffelmuseum. Die von der Stiftung Otto Eckart gegründete Einrichtung wurde 1996 eröffnet. Das Kartoffelmuseum zeigt eine facettenreiche Sammlung von Exponaten rund um das Thema Kartoffel und ist weltweit das einzige Museum, das sich der Kartoffel ausschließlich in kunst- und kunsthistorischer Hinsicht widmet und über eine große Fachbibliothek verfügt. 2006 wurde das Kartoffelmuseum um das Pfanni-Museum erweitert. 2011 bietet das Kartoffelmuseum einen außergewöhnlichen Beitrag zum Blauen Jahr, indem es der blauen Kartoffel eine ganzjährige Ausstellung widmet.

Galerie
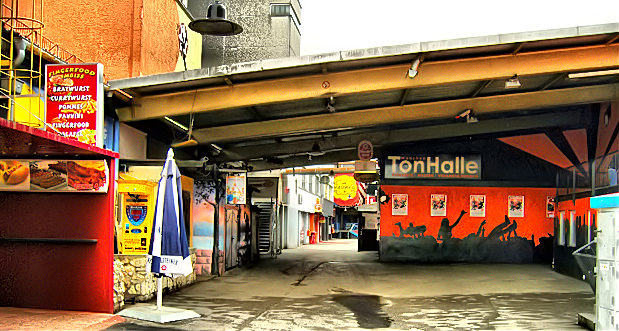
Tonhalle
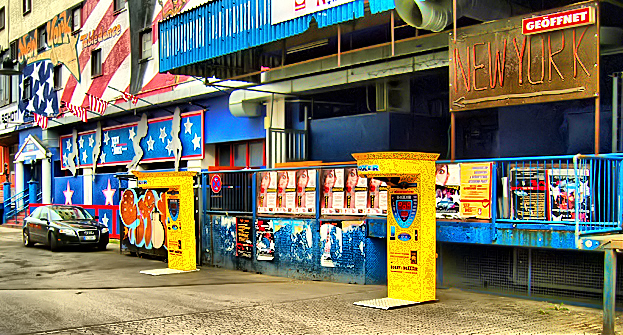
New York Tabledance im Werk 1
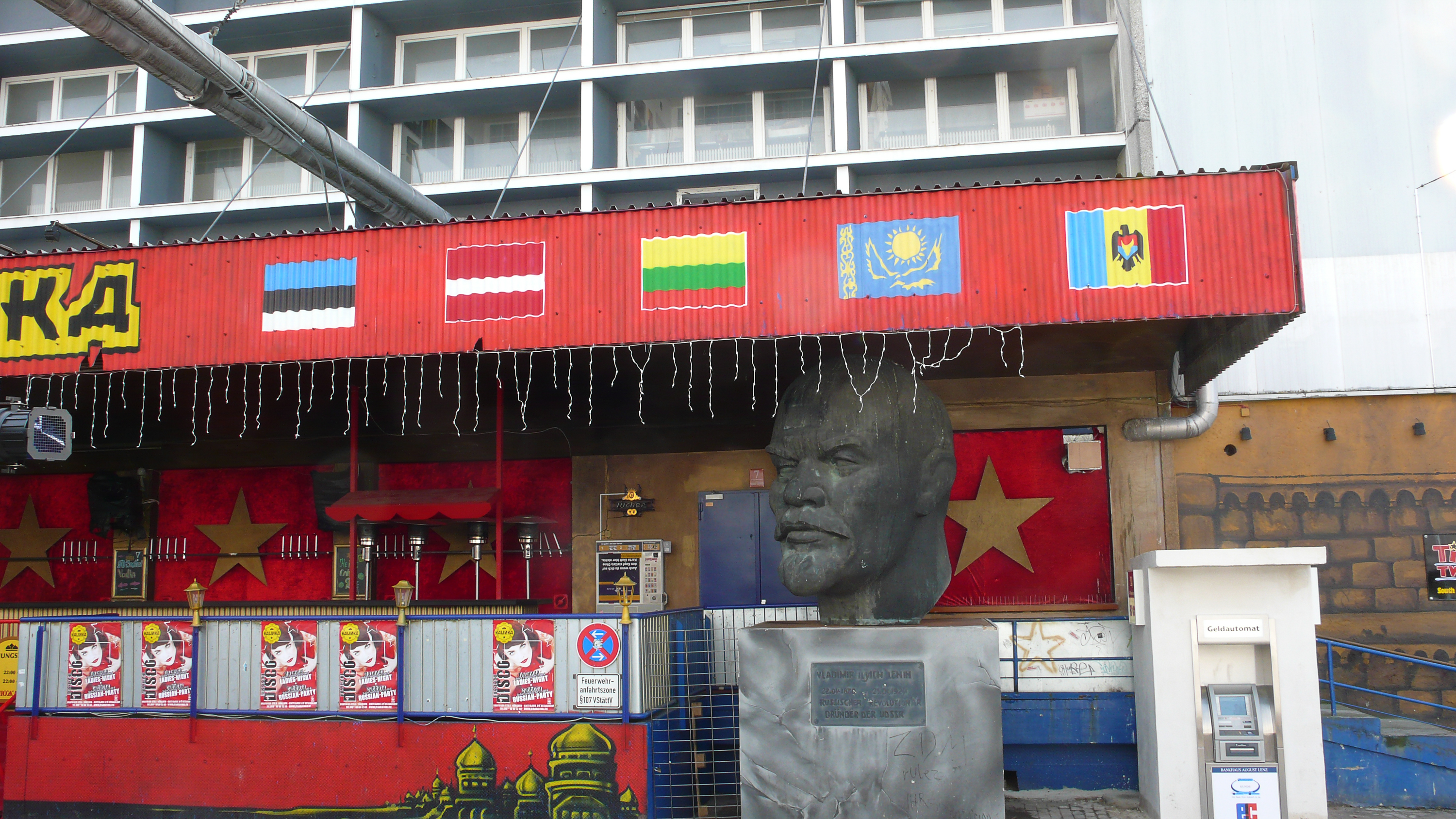
Club Kalinka am "Smirnoff Highway"
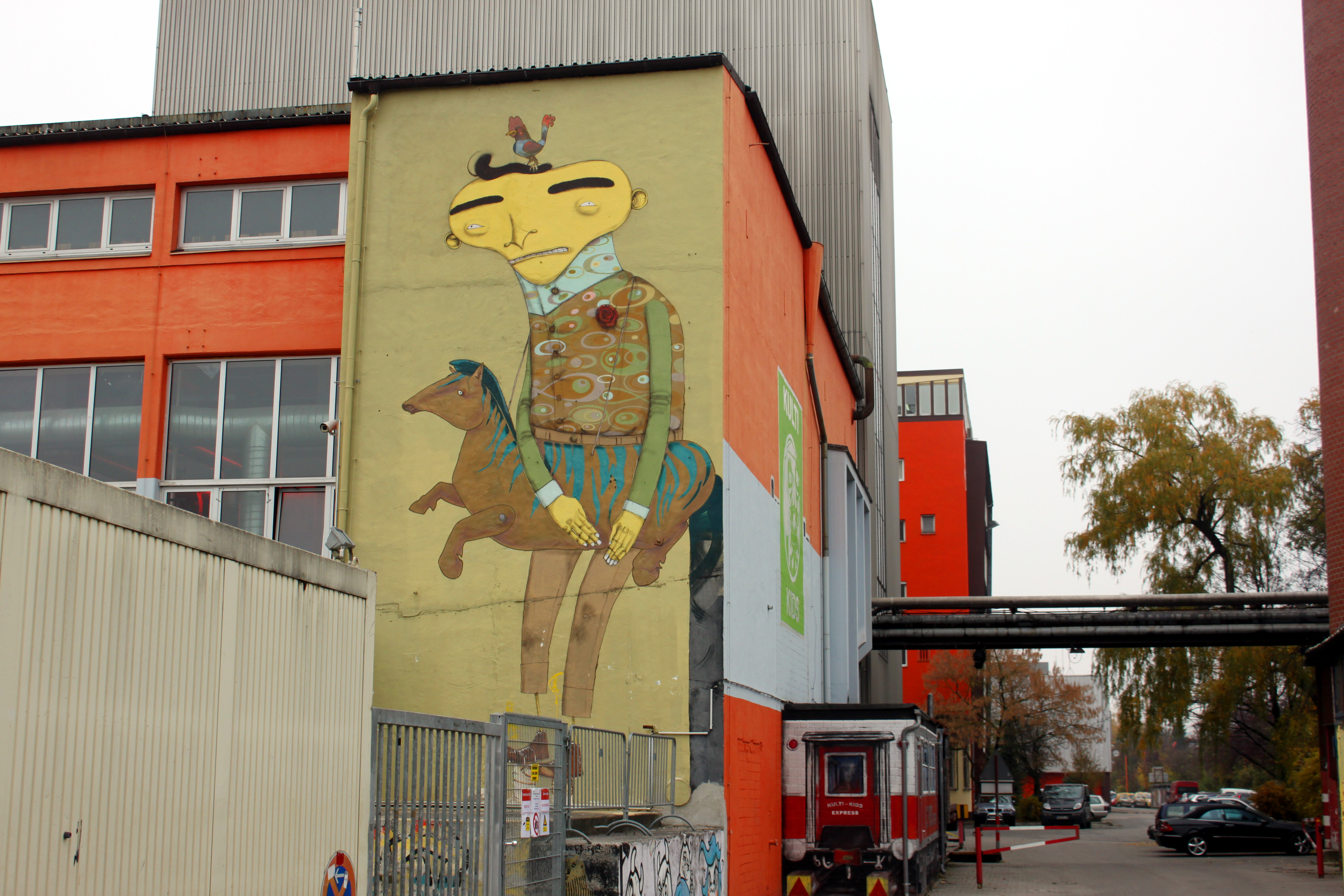
Heizkraftwerk (Kraftwerk, Kulti-Kids)
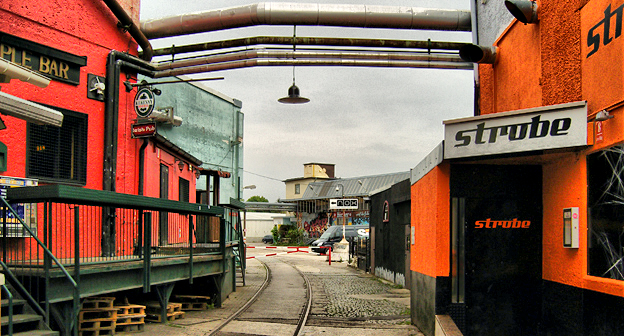
Strobe Club, Durchgang zur Zündapphalle
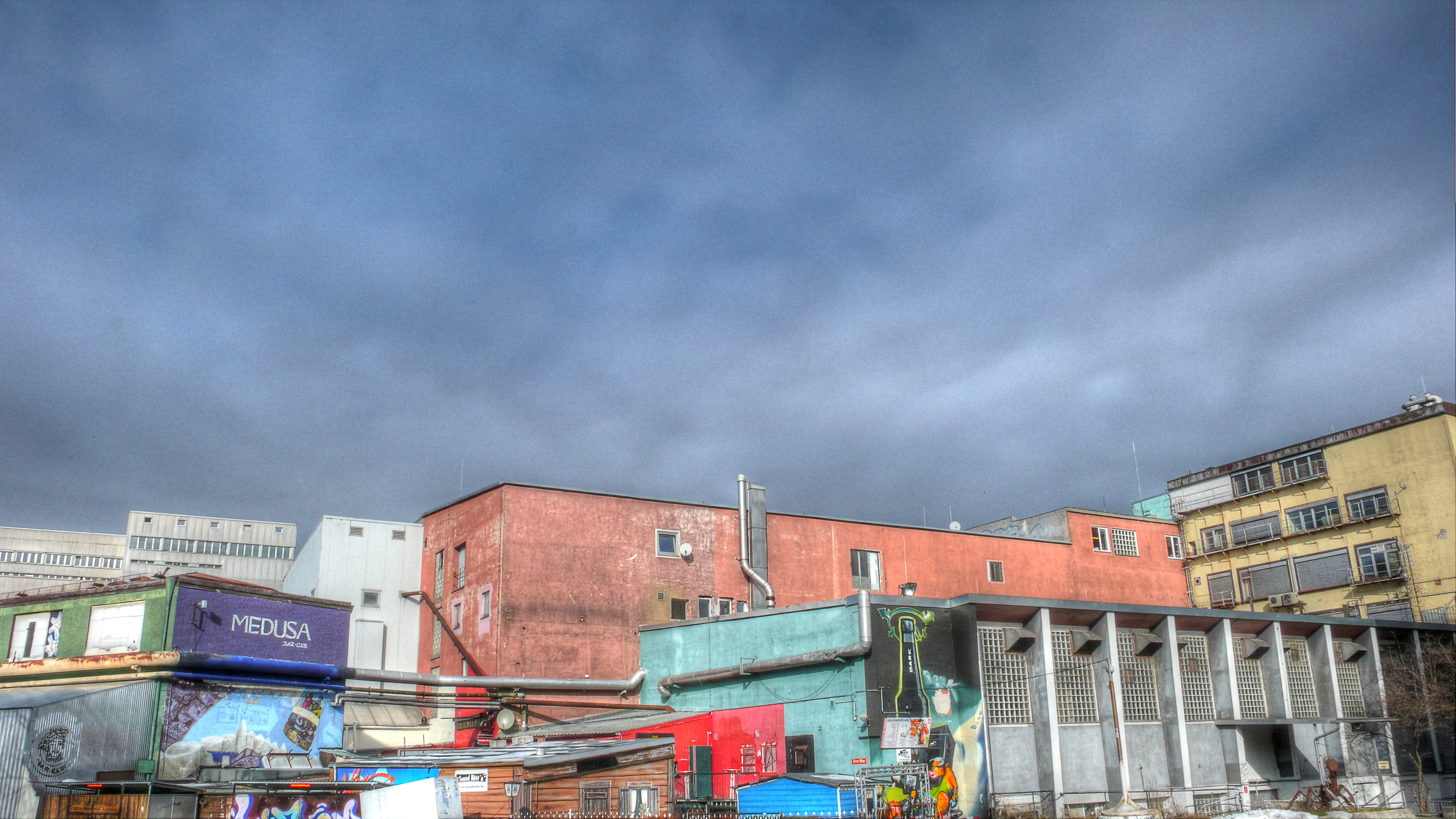
Kartoffeltrocknungsanlage (Ultraschall, Octagon, Nox)

### Optimolwerke
Die ehemalige Führung des Kunstparks Ost eröffnete im Jahr 2003 unter dem Namen Optimolwerke auf dem gleichnamigen ehemaligen Firmengelände der Optimol Ölwerke ein weiteres Gelände speziell für Diskotheken und Clubs, das bis Anfang 2018 existierte. Sein Eingang befand sich im südwestlichen Teil der Friedenstraße.
Die Optimolwerke beherbergten in etwa 30 Clubs, unter anderem die Techno-Clubs Harry Klein, Bullitt Club, Grinsekatze, Tante Erna und Storchenburg & Alte Raffinerie, die Clubs Milchbar, Keller, Do Brasil, Katz & Maus, Kuhstall, Club Movida, Club Duo (Fusion durch Club 4 und Choice Club), Die Burg, das Spiegelzelt und die Konzert- und Veranstaltungshalle Theaterfabrik. Anfangs waren die beiden Areale durch einen Weg verbunden. Diese Verbindung wurde jedoch abgeriegelt, um den Gästen des jeweiligen Geländes das Wechseln zu erschweren.
Zwei prominente Clubs der Optimolwerke – das Harry Klein und die Milchbar – verließen das Gelände im Juni 2010 bzw. April 2013 und zogen in die Münchner Innenstadt in die Sonnenstraße.
Im März 2017 sprach sich der Bezirksausschuss Berg am Laim gegen eine Verlängerung der Lizenzen der Clubbetreiber aus. In der Nacht vom 13. auf den 14. Januar 2018 fanden die letzten Partys in den Clubs der Optimolwerke statt. Anschließend wurde das ehemalige Fabrikareal bis September 2018 vollständig abgerissen.

Galerie
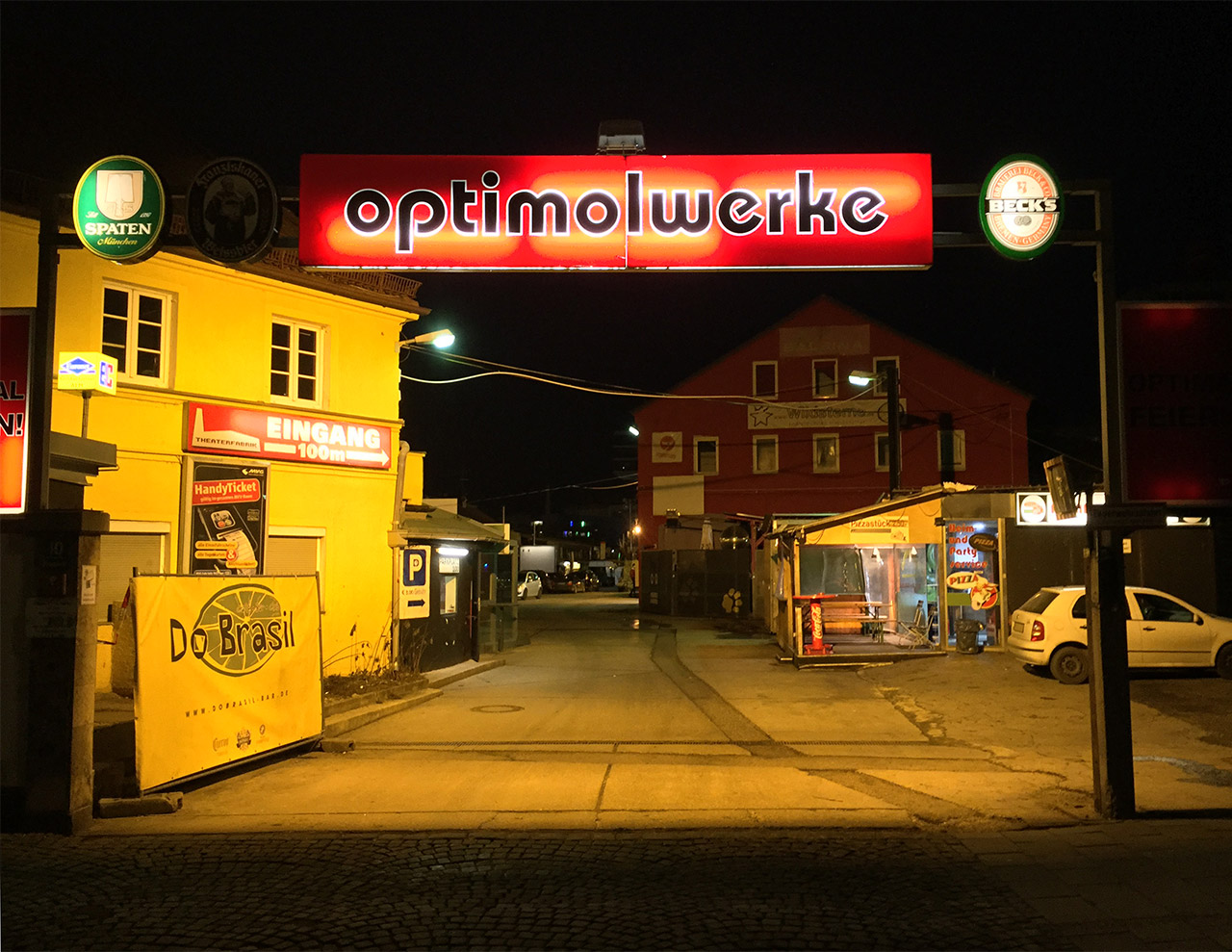
Eingang zu den Optimolwerken
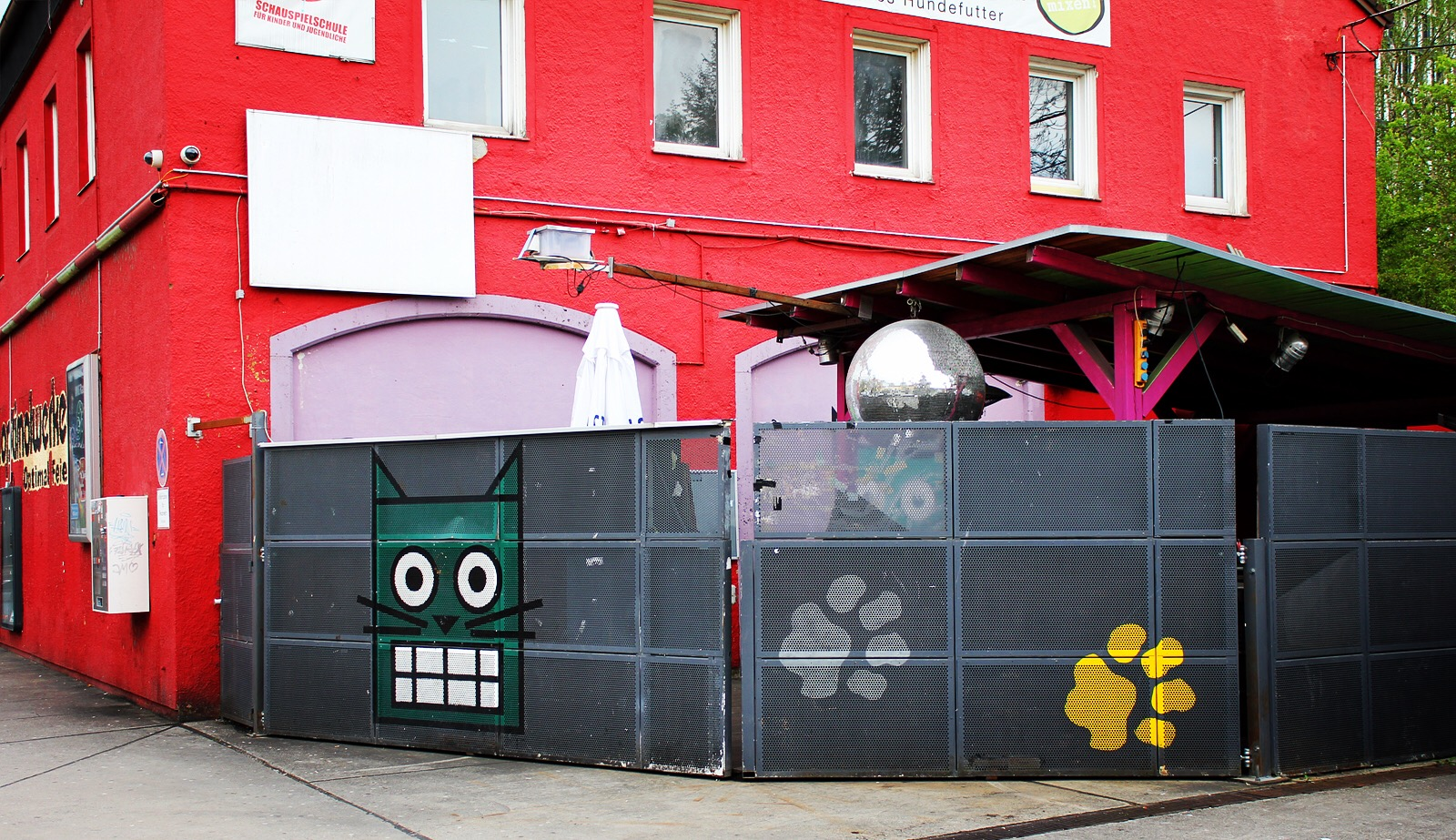
Der Grinsekatze Club
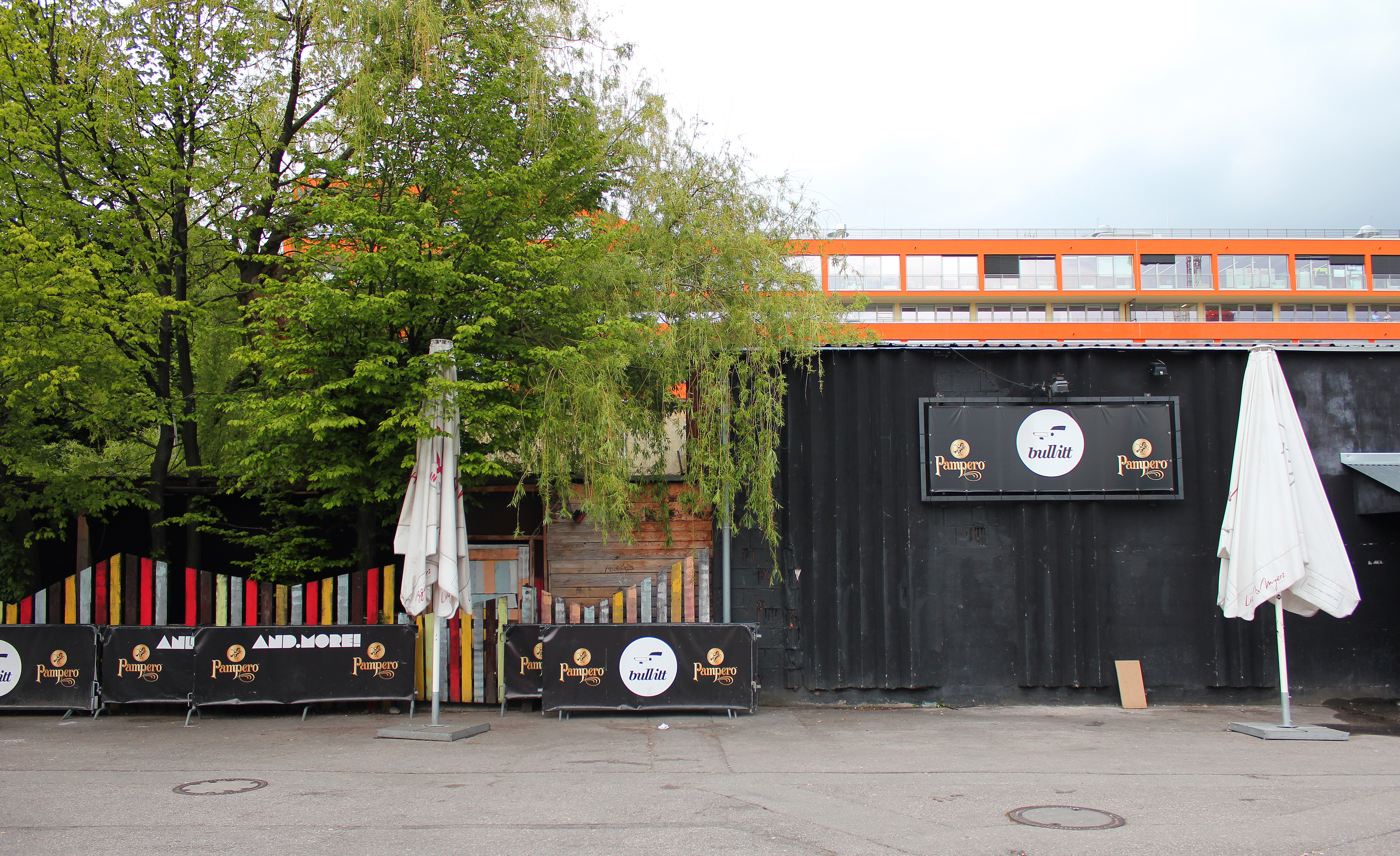
Der Bullitt Club im alten Harry Klein
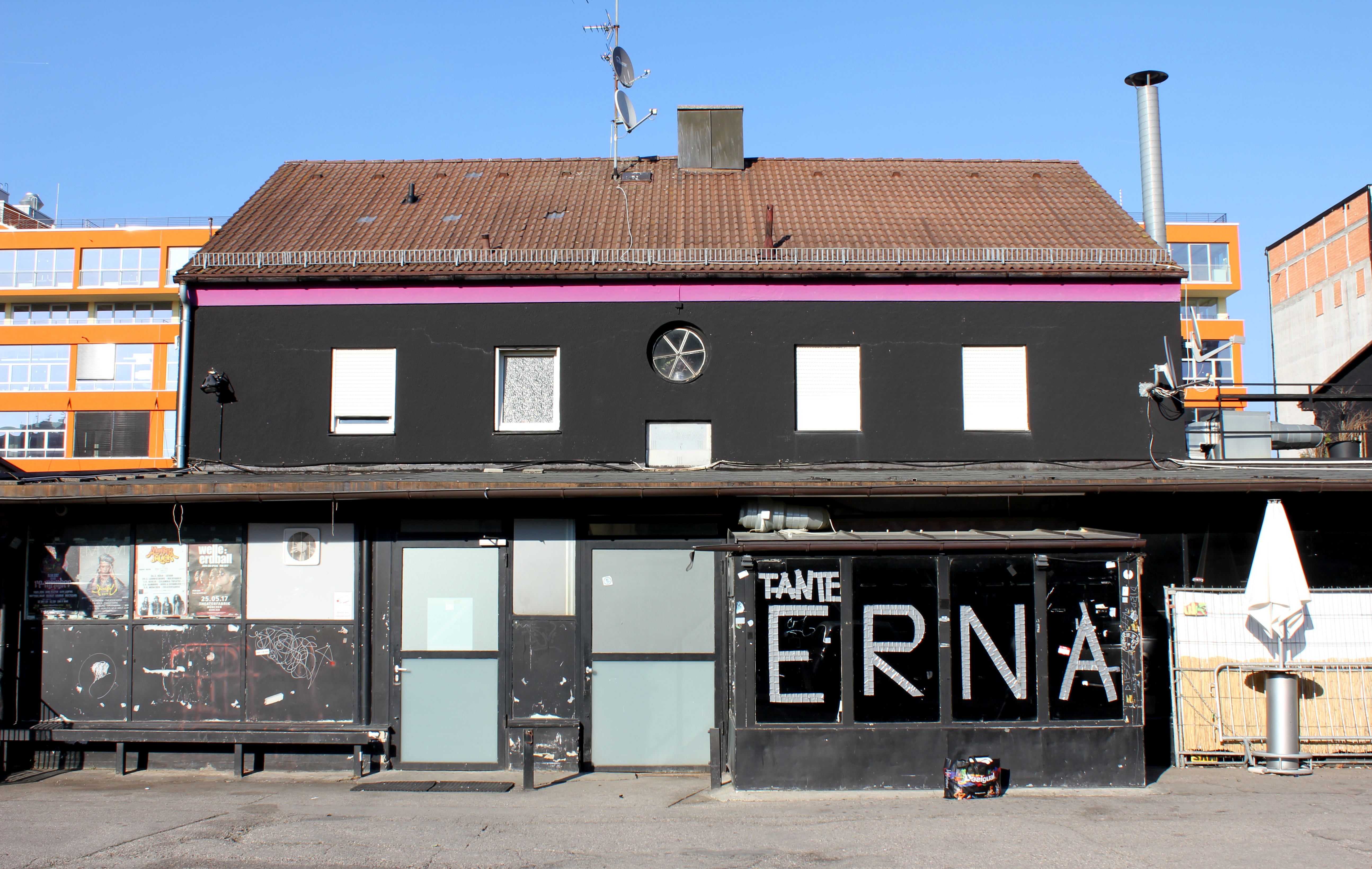
Der Club Tante Erna
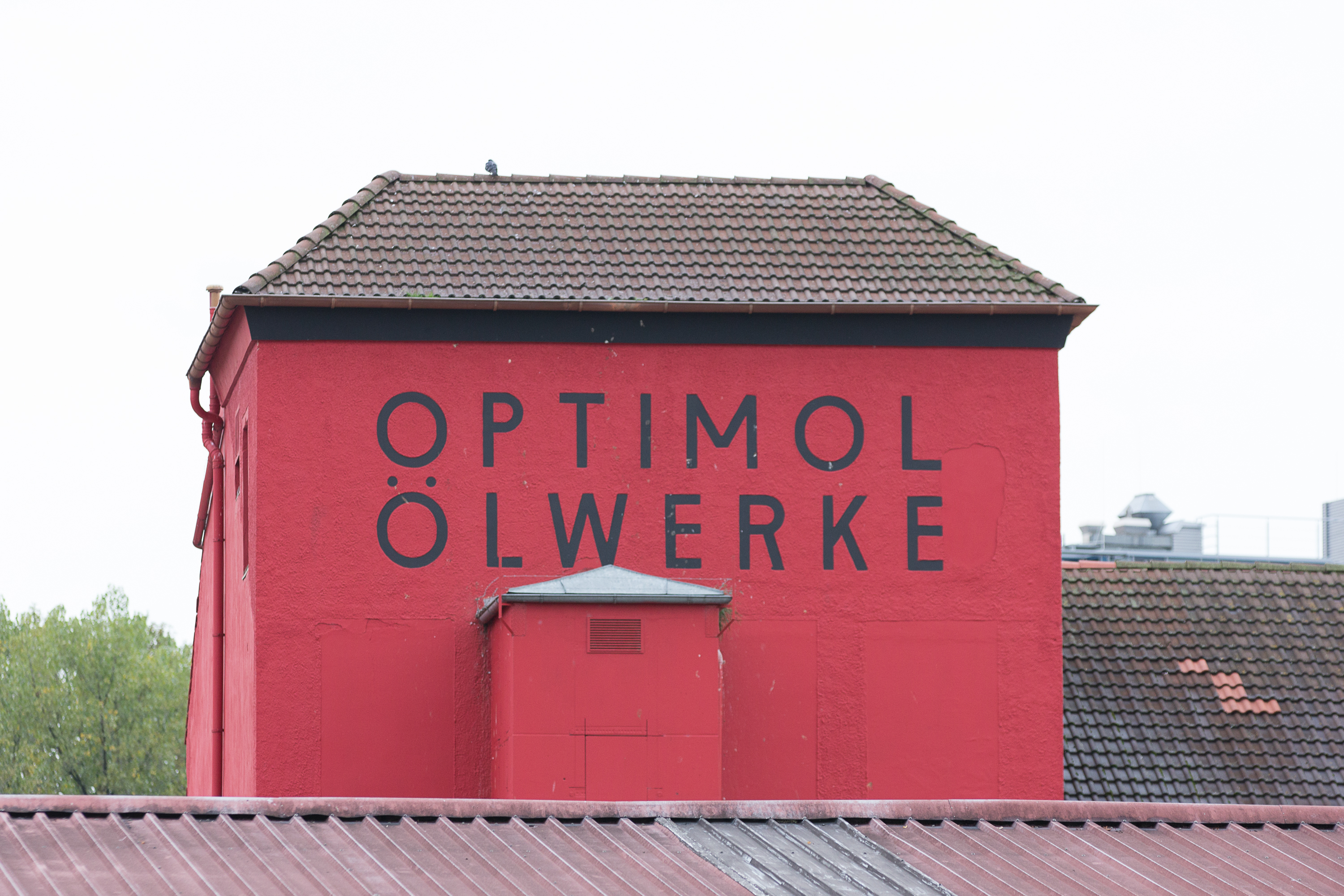
Turm mit historischem Firmensignet
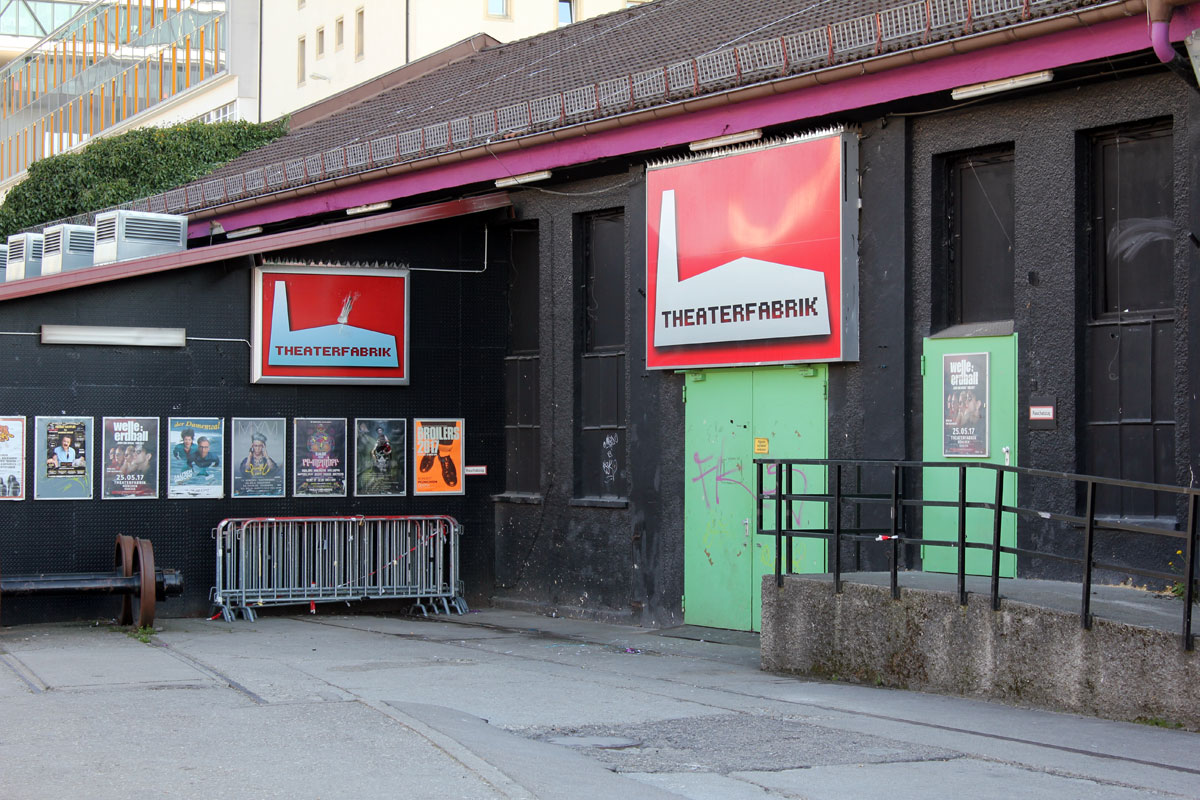
Die Theaterfabrik

## Zukunft des Areals
Im Jahr 2016 begann der Abriss und Umbau eines Teils des ehemaligen Pfanni- und Kunstpark-Geländes zugunsten von Büro- und Wohngebäuden des künftigen Münchner Werksviertels.